# Yu Bin (goista)
Yu Bin (俞斌S, Yú BīnP; Zhejiang, 16 aprile 1967) è un goista cinese.
Uno dei migliori goisti cinesi, divenne professionista  nel 1985, raggiungendo il livello di 9 dan nel 1991, all'età di 24 anni.

## Palmarès
| Nazionali                             | Nazionali      | Nazionali                 |
| Tornei                                | Vittorie       | Finalista                 |
| ------------------------------------- | -------------- | ------------------------- |
| New Sports Cup                        | 2 (1988, 1993) | 2 (1989, 1989)            |
| Mingren                               |                | 3 (1988, 1990, 2005)      |
| Campionato cinese di Go               |                | 6 (1991, 1993–1996, 1998) |
| CCTV Cup                              |                | 2 (1997, 2004)            |
| Qiwang                                | 2 (2000, 2002) | 1 (1989)                  |
| Qisheng                               | 1 (2001)       |                           |
| Lebaishi Cup                          |                | 1 (2002)                  |
| Yongda Cup                            |                | 1 (2002)                  |
| Coppa Ahan Tongshan                   | 1 (2002)       |                           |
| Coppa Weifu Fangkai                   |                | 1 (2003)                  |
| Quzhou-Lanke Cup                      | 1 (2006)       |                           |
| Totale                                | 7              | 17                        |
| Continentali                          |                |                           |
| Agon Cup Cina-Giappone                |                | 1 (2002)                  |
| Totale                                | 0              | 1                         |
| Internazionali                        |                |                           |
| LG Cup                                | 1 (2000)       | 1 (2005)                  |
| Asian TV Cup                          | 2 (1997, 2004) |                           |
| Shinan Senior International Baduk Cup | 1 (2023)       | 1 (2019)                  |
| Totale                                | 4              | 2                         |
| Totale in carriera                    |                |                           |
| Totale                                | 11             | 20                        |